# One of THOSE Nights
«One of THOSE Nights» es el primer sencillo de la banda de pop punk The Cab de su álbum debut Whisper War de 2008 la canción fue escrita por Patrick Stump  de Fall Out Boy , Alex DeLeon de The Cab pero la utilizaron para The Cab es cantada a trío con Patrick Stump de Fall Out Boy , Brendon Urie de Panic at the Disco y Alex DeLeon de The Cab